# Erlauzwiesel

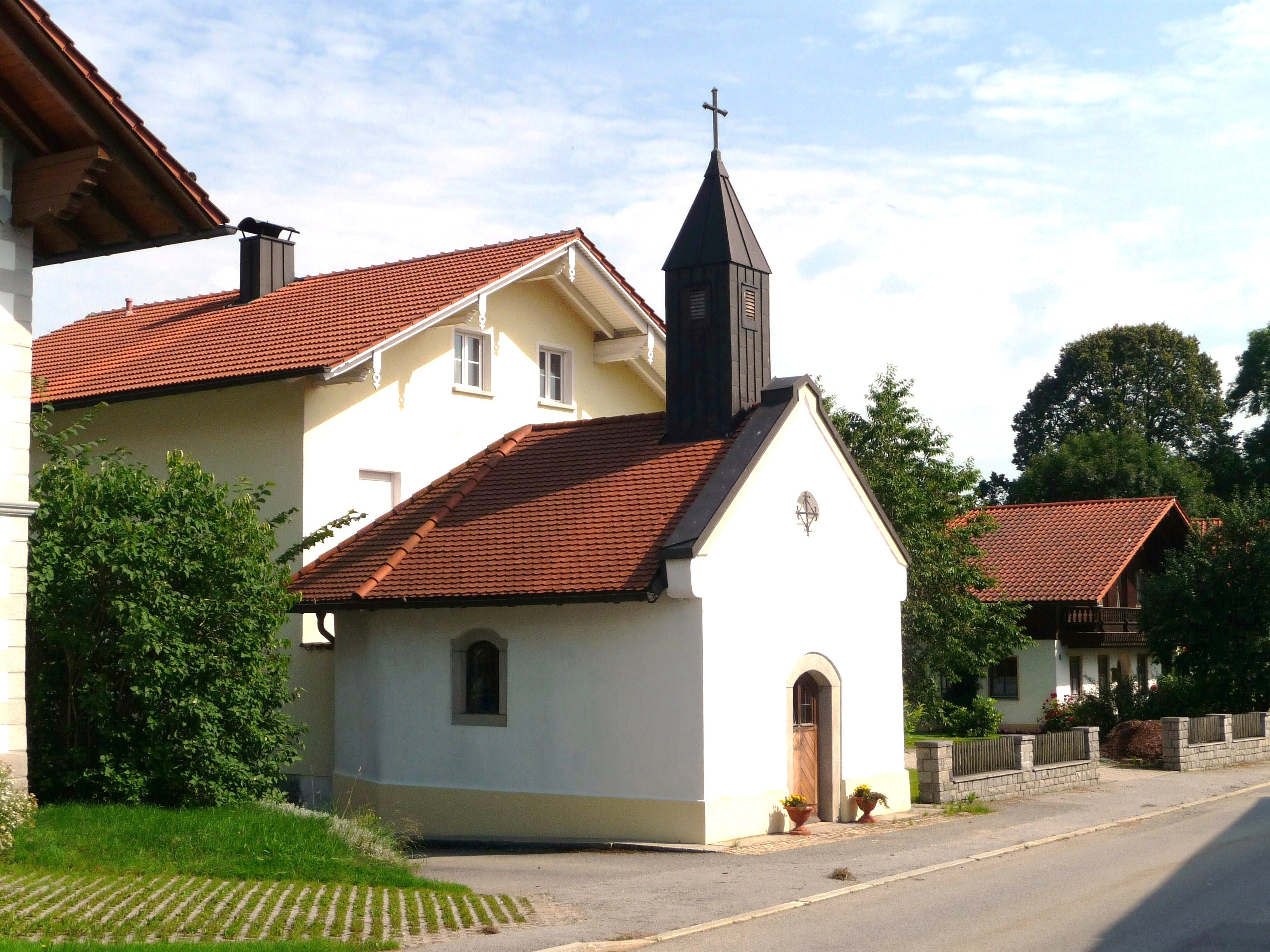
Die Dorfkapelle (2009)

Erlauzwiesel ist ein Ortsteil der niederbayerischen Stadt Waldkirchen im Landkreis Freyung-Grafenau.

## Geografie
Erlauzwiesel liegt am Pfahl, etwa zwei Kilometer südöstlich von Waldkirchen am Nordufer des Erlauzwieseler Sees auf einer Höhe von 595 bis 624 m ü. NN. Dieser entwässert über den Saußbach nach Westen hin in die Erlau.

## Geschichte
Erlauzwiesel entstand in der zweiten Siedlungswelle, die vom 11. bis zum frühen 13. Jahrhundert im Abteiland andauerte. Der Name rührt vom Zusammenfluss (Zwiesel) mehrerer Bäche her. Hier vereinigen sich der Reichermühlbach, der Ziegelstadelbach und der Scheuerbach zum Saussbach, der sich kurz darauf seinen Weg durch die Saussbachklamm bei Waldkirchen bahnt.
Im Jahr 1260 ist erstmals von einem halben Lehen in Erlazwisel die Rede. Bis ins 15. Jahrhundert reichte die Gemarkung Erlauzwiesel an den unbesiedelten Grenzwald. 1472 erwarb der Passauer Bischof Ulrich von Nußdorf die örtliche Mühle samt ihren Grundstücken, um einen Fischteich anzulegen, den Vorgänger des heutigen Stausees.
Das bayerische Urkataster zeigt Erlauzwiesel in den 1810er Jahren als einen Weiler mit neun Herdstellen und einem abgesetzten Weiherhof am Saußbach.
Zur Zeit der Säkularisation in Bayern zählte Erlauzwiesel neun Hausstätten. Es gehörte anschließend zur Gemeinde Ratzing und kam mit dieser im Zuge der Gebietsreform in Bayern am 1. Juli 1970 zur Stadt Waldkirchen. An der ehemaligen Bahnstrecke Waldkirchen–Haidmühle hatte es einen eigenen Haltepunkt.
In der zweiten Hälfte des 20. Jahrhunderts entstand in Erlauzwiesel durch den Bayerischen Siedlerbund in Verbindung mit dem VdK-Bauträger eine VdK-Siedlung. Durch den 1970 entstandenen Stausee, den Ferienpark Jägerwiesen und den Bau des Kurparks entlang des Sees erhielt der Ort zunehmend einen am Tourismus ausgerichteten Charakter.

## Sehenswürdigkeiten
In der Liste der Baudenkmäler in Waldkirchen sind für Erlauzwiesel drei Baudenkmäler aufgeführt.